# Karl II. (Savoyen)

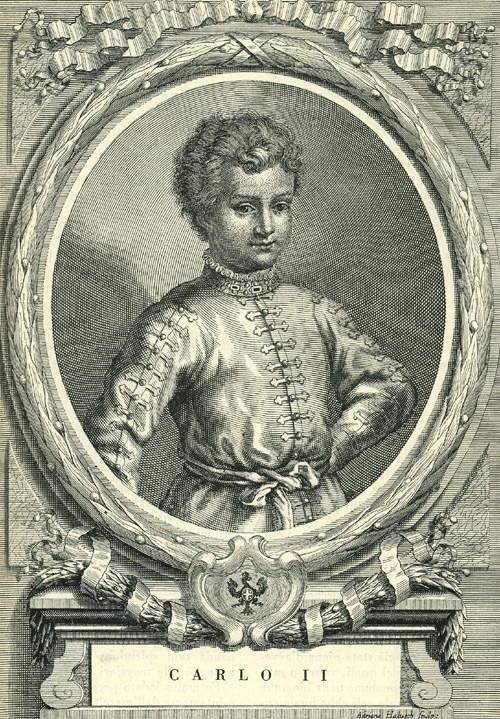
Karl II. von Savoyen
(Kupferstich um 1701)

Karl Johann Amadeus (italienisch Carlo Giovanni Amedeo; * 23. Juni 1489 in Turin; † 16. April 1496 in Moncalieri) war von 1490 bis 1496 Herzog von Savoyen.
Karl war der Sohn des Herzogs Karl I. und der Bianca von Montferrat. Wie sein Vater Karl und wie dessen älterer Bruder und Vorgänger im Herzogsamt, Philibert I., war Karl bei seinem Amtsantritt noch minderjährig. Für den gerade 21 Monate alten Thronfolger übernahm die Mutter Bianca die Regentschaft. Diese fiel in eine besonders unruhige Epoche Italiens: 1494 überschritt der französische König Karl VIII. die Alpen, um das von ihm beanspruchte Erbe im benachbarten Herzogtum Mailand anzutreten. Der Regierungssitz der Savoyer wurde unter Bianca nach Turin verlegt, wo er bis zur italienischen Einigung verblieb. 
Karl starb 1496 sechsjährig bei einem Sturz aus seinem Bett. Thronfolger wurde sein Großonkel, Philipp II.

## Zählweise
In der italienischen Geschichtsschreibung wird Karl Johann Amadeus nicht immer als Karl II. mitgezählt, sondern als Carlo Giovanni Amedeo di Savoia ohne Nummerierung verstanden. Demzufolge ist sein Nachfolger Karl der Gute (in der französischen und internationalen Geschichtsschreibung Charles III. bzw. Karl III.) gelegentlich auch in der deutschsprachigen Literatur als Karl II. der Gute zu finden.